# ZeniMax Online Studios
ZeniMax Online Studios LLC es un estudio de videojuegos estadounidense y una filial de ZeniMax Media con sede en Hunt Vallley, Maryland, enfocados en el desarrollo de  videojuegos MMO. El estudio desarrolló The Elder Scrolls Online lanzado el 4 de abril de 2014, también a colaborado con otros estudios de ZeniMax Media en el desarrollo de juegos.

## Historia
La formación de ZeniMax Online Studios fue anunciada por ZeniMax Media el 1 de agosto de 2007 junto a su líder Matt Firor, un veterano de Mythic Entertainment quien será el responsable del estudio, efoncandose en el desarrollo de Videojuegos multijugador masivo en línea.
En 2007 el estudio se asocio con Simutronics para usar HeroEngie, un motor gráfico para su próximo videojuego no anunciado. En junio de 2008, ZeniMax Online Studios cambio de oficinas en Hunt Valley, Maryland. El 15 de marzo de 2010, ZeniMax Online Studios anunció que usarán el programa Fork Particle SDK para crear efectos especiales en su videojuego masivo en línea. El 15 de marzo de 2011, ZeniMax Online Studios anuncio abrir un nuevo centro de atención al cliente en Galway, Irlanda. Las nuevas instalaciones de la compañía brindarán soporte al cliente para los jugadores de sus futuros juegos en línea multijugador masivo y se espera que resulte en la creación de cientos de puestos de trabajo durante los próximos años. El 8 de agosto de 2011, ZeniMax Online Studios seleccionó a Splunk como su plataforma de inteligencia empresarial para el monitoreo de operaciones de red e inteligencia operativa. El 6 de marzo de 2012, ZeniMax Online Studios firmó un acuerdo de licencia con Elasthic Path Software. El 3 de mayo de 2012, Game Informer anunció que el nuevo videojuego de ZeniMax Online Studios esta ambientado en el universo de The Elder Scrolls, un milenio antes de The Elder Scrolls V: Skyrim. El 4 de abril de 2014 fue lanzado The Elder Scrolls Online.
En diciembre de 2020, ZeniMax Online Studios abrió una nueva oficina en San Diego, California para el desarrollo de una nueva propiedad intelectual. El 21 de septiembre de 2020, ZeniMax Media fue adquirida por Microsoft por $7,500 millones de dólares y el marzo de 2021, ZeniMax Online Studios ahora forma parte de Xbox Game Studios.

## Videojuegos desarrollados
| Año  | Título                   | Plataforma                                                                                 | Notas             |
| ---- | ------------------------ | ------------------------------------------------------------------------------------------ | ----------------- |
| 2014 | The Elder Scrolls Online | macOS, Microsoft Windows, PlayStation 4, Xbox One, PlayStation 5, Xbox Series X\|S, Stadia |                   |
| 2016 | Doom                     | Microsoft Windows,PlayStation 4, Xbox One, Nintendo Switch, Stadia                         | Trabajo adicional |
| 2019 | Fallout 76               | Microsoft Windows,PlayStation 4, Xbox One                                                  | Trabajo adicional |
| TBA  | Commander Keen           | Android, iOS                                                                               |                   |